# Municipis de Dinamarca

L'actual divisió en municipis de Dinamarca després de la reforma del 2007

El municipi (kommune en danès) és una organització territorial de segon nivell de Dinamarca, després de les regions. L'actual organització municipal és el resultat de la reforma administrativa (Kommunalreformen) que va iniciar el govern el 2004 i que va entrar en vigor l'1 de gener del 2007. L'existència dels municipis està fonamentada a l'article 82 de la constitució danesa.
Les eleccions als consells municipals es fan el tercer dimarts de novembre cada quatre anys, les darreres van ser el 17 de novembre del 2009 i les properes seran el 19 de novembre del 2013. Els càrrecs electes són efectius de l'1 de gener de l'any següent a les eleccions fins al 31 de desembre de l'any de les següents eleccions.

## Reforma municipal del 2007

Les cinc regions administratives de Dinamarca

La reforma municipal del 2007 va canviar l'organització territorial que va instaurar l'anterior reforma del 1970 i va ser aprovada al parlament pels següents partits polítics Venstre, Partit Popular Conservador, Partit Popular Danès, Socialdemòcrates i Det Radikale Venstre.
El procés de reforma de les divisions administratives de Dinamarca va comportar la desaparició dels 13 comtats (amter) existents la creació de cinc regions i la dràstica reducció del nombre de municipis (kommuner) que va passa de 270 als 98 actuals, només 32 no van patir alteracions territorials. Gairebé tots van passar a tenir un nombre d'habitants superior als 20.000. Una part de les competències dels antics comtats van passar als municipis.
La reforma va comportar una important reducció del nombre de consellers municipals (regidors) que va passar de 4.685 a 2.522. A més també va comportar un canvi a l'estructura organitzativa de la policia (els districtes policials van passar de 54 a 12), la justícia (es va passar de 82 a 24 districtes) i l'estructura electoral que es basaven a la divisió municipal.

### Municipis
Informació actualitzada per un bot. Els canvis manuals es perdran quan s'actualitzi!
| Escut | Municipi                      | Regió                                                        | Població        | Superfície km² | Densitat  | Altitud | Codi postal                                                           | Codi territorial | Dades                         |
| ----- | ----------------------------- | ------------------------------------------------------------ | --------------- | -------------- | --------- | ------- | --------------------------------------------------------------------- | ---------------- | ----------------------------- |
|       | Copenhaguen                   | Regió de Hovedstaden                                         | 633.021 (2019 ) | 86,7           | 7.301,28  | 6       | 1000–2500                                                             | 101              | Modifica les dades a Wikidata |
|       | Gentofte                      | Regió de Hovedstaden                                         | 74.550 (2021 )  | 25,6           | 2.912,11  | 19      | 2920                                                                  | 157              | Modifica les dades a Wikidata |
|       | Municipi d'Egedal             | Regió de Hovedstaden Region Østdanmark                       | 42.773 (2016 )  | 125,8          | 340,01    | 9       |                                                                       | 240              | Modifica les dades a Wikidata |
|       | Municipi d'Ishøj              | Regió de Hovedstaden                                         | 22.954 (2019 )  | 26,5           | 866,19    | 10      |                                                                       | 183              | Modifica les dades a Wikidata |
|       | Municipi de Bornholm          | Regió de Hovedstaden Region Østdanmark                       | 39.756 (2016 )  | 588,4          | 67,57     | 108     | 3700                                                                  | 400              | Modifica les dades a Wikidata |
|       | Municipi de Lolland           | Regió de Selàndia Region Østdanmark                          | 42.638 (2016 )  | 892            | 47,8      | 2       |                                                                       | 360              | Modifica les dades a Wikidata |
|       | Municipi de Nordfyn           | Dinamarca Meridional                                         | 29.298 (2016 )  | 638            | 45,92     | 44      |                                                                       | 480              | Modifica les dades a Wikidata |
|       | municipi d'Aabenraa           | Dinamarca Meridional                                         | 58.904 (2015 )  | 941            | 62,6      | 44      | 6200                                                                  | 580              | Modifica les dades a Wikidata |
|       | municipi d'Aalborg            | Regió de Nordjylland                                         | 210.316 (2016 ) | 1.138          | 184,81    | 5       | 9000                                                                  | 851              | Modifica les dades a Wikidata |
|       | municipi d'Albertslund        | Regió de Hovedstaden Region Østdanmark comtat de Copenhaguen | 27.366 (2021 )  | 23,4           | 1.169,49  | 26      | 2620                                                                  | 165              | Modifica les dades a Wikidata |
|       | municipi d'Allerød            | Regió de Hovedstaden                                         | 25.893 (2021 )  | 67,4           | 384,17    | 42      | 3450                                                                  | 201              | Modifica les dades a Wikidata |
|       | municipi d'Assens             | Dinamarca Meridional                                         | 41.224 (2016 )  | 139            | 296,58    | 93      | 5610                                                                  | 420              | Modifica les dades a Wikidata |
|       | municipi d'Esbjerg            | Dinamarca Meridional                                         | 115.748 (2016 ) | 742,5          | 155,89    | 12      |                                                                       | 561              | Modifica les dades a Wikidata |
|       | municipi d'Ikast-Brande       | Regió de Midtjylland                                         | 41.885 (2022 )  | 736,41         | 56,88     | 59      | 7430                                                                  | 756              | Modifica les dades a Wikidata |
|       | municipi d'Odder              | Regió de Midtjylland                                         | 22.131 (2016 )  | 225            | 98,36     | 22      | 8300                                                                  | 727              | Modifica les dades a Wikidata |
|       | municipi d'Odense             | Dinamarca Meridional                                         | 197.480 (2015 ) | 304            | 649,61    | 123     | 5000                                                                  | 461              | Modifica les dades a Wikidata |
|       | municipi d'Odsherred          | Regió de Selàndia Region Østdanmark                          | 32.816 (2016 )  | 355            | 92,44     | 1       |                                                                       | 306              | Modifica les dades a Wikidata |
|       | municipi d'Århus              | Regió de Midtjylland                                         | 361.544 (2023 ) | 470            | 769,24    | 105     | 8000                                                                  | 751              | Modifica les dades a Wikidata |
|       | municipi d'Ærø                | Dinamarca Meridional                                         | 6.290 (2016 )   | 91             | 69,12     |         | 5970                                                                  | 492              | Modifica les dades a Wikidata |
|       | municipi de Ballerup          | Regió de Hovedstaden                                         | 48.475 (2019 )  | 33,9           | 1.429,94  | 25      |                                                                       | 151              | Modifica les dades a Wikidata |
|       | municipi de Billund           | Dinamarca Meridional                                         | 26.434 (2016 )  | 536,51         | 49,27     | 49      | 7200                                                                  | 530              | Modifica les dades a Wikidata |
|       | municipi de Brøndby           | Regió de Hovedstaden                                         | 35.143 (2019 )  | 21             | 1.673,48  | 11      | 2605                                                                  | 153              | Modifica les dades a Wikidata |
|       | municipi de Brønderslev       | Regió de Nordjylland                                         | 36.047 (2016 )  | 633,38         | 56,91     | 27      | 9700                                                                  | 810              | Modifica les dades a Wikidata |
|       | municipi de Dragør            | comtat de Copenhaguen Regió de Hovedstaden Region Østdanmark | 14.475 (2019 )  | 18,3           | 790,98    | 1       | 2791                                                                  | 155              | Modifica les dades a Wikidata |
|       | municipi de Faaborg-Midtfyn   | Dinamarca Meridional                                         | 51.236 (2016 )  | 638            | 80,31     | 41      | 5750                                                                  | 430              | Modifica les dades a Wikidata |
|       | municipi de Fanø              | Dinamarca Meridional                                         | 3.290 (2016 )   | 59,86          | 54,96     | 4       | 6720                                                                  | 563              | Modifica les dades a Wikidata |
|       | municipi de Favrskov          | Regió de Midtjylland                                         | 49.377 (2024 )  | 540            | 91,44     | 58      | 8382                                                                  | 710              | Modifica les dades a Wikidata |
|       | municipi de Faxe              | Regió de Selàndia Region Østdanmark                          | 35.614 (2016 )  | 405,09         | 87,92     | 36      |                                                                       | 320              | Modifica les dades a Wikidata |
|       | municipi de Fredensborg       | Regió de Hovedstaden Region Østdanmark                       | 40.112 (2016 )  | 112,1          | 357,82    | 10      |                                                                       | 210              | Modifica les dades a Wikidata |
|       | municipi de Fredericia        | Dinamarca Meridional                                         | 51.275 (2021 )  | 134            | 382,65    | 23      | 7000                                                                  | 607              | Modifica les dades a Wikidata |
|       | municipi de Frederiksberg     | Regió de Hovedstaden                                         | 104.987 (2019 ) | 8,7            | 12.067,47 | 17      | 2000                                                                  | 147              | Modifica les dades a Wikidata |
|       | municipi de Frederikshavn     | Regió de Nordjylland                                         | 60.246 (2016 )  | 648,6          | 92,89     | 39      | 9300–9998                                                             | 813              | Modifica les dades a Wikidata |
|       | municipi de Frederikssund     | Regió de Hovedstaden                                         | 45.439 (2021 )  | 248,5          | 182,85    | 6       |                                                                       | 250              | Modifica les dades a Wikidata |
|       | municipi de Furesø            | Regió de Hovedstaden Region Østdanmark                       | 40.156 (2016 )  | 56,8           | 706,97    | 37      |                                                                       | 190              | Modifica les dades a Wikidata |
|       | municipi de Gladsaxe          | Regió de Hovedstaden                                         | 69.429 (2019 )  | 24,9           | 2.788,31  | 39      | 2860                                                                  | 159              | Modifica les dades a Wikidata |
|       | municipi de Glostrup          | Regió de Hovedstaden                                         | 23.129 (2019 )  | 13,3           | 1.739,02  | 21      | 2600                                                                  | 161              | Modifica les dades a Wikidata |
|       | municipi de Greve             | Comtat de Roskilde Regió de Selàndia Region Østdanmark       | 49.518 (2016 )  | 60,4           | 819,83    | 5       | 2670                                                                  | 253              | Modifica les dades a Wikidata |
|       | municipi de Gribskov          | Regió de Hovedstaden Region Østdanmark                       | 41.107 (2016 )  | 279,5          | 147,07    | 40      |                                                                       | 270              | Modifica les dades a Wikidata |
|       | municipi de Guldborgsund      | Regió de Selàndia Region Østdanmark                          | 60.979 (2016 )  | 907            | 67,23     | 1       | 4800–4992                                                             | 376              | Modifica les dades a Wikidata |
|       | municipi de Haderslev         | Dinamarca Meridional                                         | 56.029 (2016 )  | 814            | 68,83     | 39      | 6100                                                                  | 510              | Modifica les dades a Wikidata |
|       | municipi de Halsnæs           | Regió de Hovedstaden Region Østdanmark                       | 31.049 (2016 )  | 121,9          | 254,71    | 6       |                                                                       | 260              | Modifica les dades a Wikidata |
|       | municipi de Hedensted         | Regió de Midtjylland                                         | 46.206 (2016 )  | 137            | 337,27    | 57      | 8722                                                                  | 766              | Modifica les dades a Wikidata |
|       | municipi de Helsingør         | Regió de Hovedstaden                                         | 62.092 (2016 )  | 118,9          | 522,22    | 49      | 3000                                                                  | 217              | Modifica les dades a Wikidata |
|       | municipi de Herlev            | Regió de Hovedstaden                                         | 28.966 (2019 )  | 12,1           | 2.393,88  | 27      |                                                                       | 163              | Modifica les dades a Wikidata |
|       | municipi de Herning           | Regió de Midtjylland                                         | 87.593 (2016 )  | 1.322,87       | 66,21     | 52      | 7400                                                                  | 657              | Modifica les dades a Wikidata |
|       | municipi de Hillerød          | Regió de Hovedstaden Region Østdanmark                       | 51.528 (2021 )  | 213,5          | 241,35    | 40      | 3400                                                                  | 219              | Modifica les dades a Wikidata |
|       | municipi de Hjørring          | Regió de Nordjylland                                         | 65.411 (2016 )  | 927,34         | 70,54     | 26      | 9480–9881                                                             | 860              | Modifica les dades a Wikidata |
|       | municipi de Holbæk            | Regió de Selàndia Region Østdanmark                          | 69.972 (2016 )  | 583            | 120,02    | 34      | 4300                                                                  | 316              | Modifica les dades a Wikidata |
|       | municipi de Holstebro         | Regió de Midtjylland                                         | 57.661 (2016 )  | 801,55         | 71,94     | 14      | 7500                                                                  | 661              | Modifica les dades a Wikidata |
|       | municipi de Horsens           | Regió de Midtjylland                                         | 90.966 (2020 )  | 519,4          | 175,14    | 5       | 8700                                                                  | 615              | Modifica les dades a Wikidata |
|       | municipi de Hvidovre          | Regió de Hovedstaden                                         | 53.534 (2019 )  | 22,9           | 2.337,73  | 4       | 2650                                                                  | 167              | Modifica les dades a Wikidata |
|       | municipi de Høje-Taastrup     | Regió de Hovedstaden                                         | 50.964 (2019 )  | 78,2           | 651,71    | 32      | 2630                                                                  | 169              | Modifica les dades a Wikidata |
|       | municipi de Hørsholm          | Regió de Hovedstaden                                         | 24.917 (2021 )  | 31,3           | 796,07    | 15      |                                                                       | 223              | Modifica les dades a Wikidata |
|       | municipi de Jammerbugt        | Regió de Nordjylland                                         | 38.351 (2014 )  | 863            | 44,44     | 4       | 9440                                                                  | 849              | Modifica les dades a Wikidata |
|       | municipi de Kalundborg        | Regió de Selàndia Region Østdanmark                          | 48.660 (2016 )  | 604,43         | 80,51     | 27      | 4400                                                                  | 326              | Modifica les dades a Wikidata |
|       | municipi de Kerteminde        | Dinamarca Meridional                                         | 23.880 (2016 )  | 205,8          | 116,03    | 6       | 5300                                                                  | 440              | Modifica les dades a Wikidata |
|       | municipi de Kolding           | Dinamarca Meridional                                         | 93.161 (2021 )  | 644            | 144,66    | 50      | 6000 6040 6051 6052 6064 6070 6091 6092 6093 6094 6100 6560 6580 6640 | 621              | Modifica les dades a Wikidata |
|       | municipi de Køge              | Regió de Selàndia Region Østdanmark                          | 59.868 (2016 )  | 255,47         | 234,34    | 31      |                                                                       | 259              | Modifica les dades a Wikidata |
|       | municipi de Langeland         | Dinamarca Meridional                                         | 12.547 (2016 )  | 291,07         | 43,11     | 16      | 5900                                                                  | 482              | Modifica les dades a Wikidata |
|       | municipi de Lejre             | Regió de Selàndia Region Østdanmark                          | 27.317 (2016 )  | 240,07         | 113,79    | 46      |                                                                       | 350              | Modifica les dades a Wikidata |
|       | municipi de Lemvig            | Regió de Midtjylland                                         | 19.369 (2021 )  | 509,7          | 38        | 30      | 7620                                                                  | 665              | Modifica les dades a Wikidata |
|       | municipi de Lyngby-Taarbæk    | Regió de Hovedstaden                                         | 56.614 (2021 )  | 38,8           | 1.459,12  | 42      | 2800 2930                                                             | 173              | Modifica les dades a Wikidata |
|       | municipi de Læsø              | Regió de Nordjylland                                         | 1.817 (2016 )   | 118,4          | 15,35     | 7       | 9940                                                                  | 825              | Modifica les dades a Wikidata |
|       | municipi de Mariagerfjord     | Regió de Nordjylland                                         | 42.131 (2016 )  | 769            | 54,79     | 66      | 9500                                                                  | 846              | Modifica les dades a Wikidata |
|       | municipi de Middelfart        | Dinamarca Meridional                                         | 37.913 ()       | 297            | 127,65    | 22      | 5500                                                                  | 410              | Modifica les dades a Wikidata |
|       | municipi de Morsø             | Regió de Nordjylland                                         | 20.629 (2016 )  | 364,42         | 56,61     | 23      | 7900                                                                  | 773              | Modifica les dades a Wikidata |
|       | municipi de Norddjurs         | Regió de Midtjylland                                         | 38.144 (2016 )  | 661            | 57,71     | 45      | 8500                                                                  | 707              | Modifica les dades a Wikidata |
|       | municipi de Nyborg            | Dinamarca Meridional                                         | 31.886 (2016 )  | 276,24         | 115,43    | 23      | 5800                                                                  | 450              | Modifica les dades a Wikidata |
|       | municipi de Næstved           | Regió de Selàndia Region Østdanmark                          | 82.342 (2016 )  | 676,4          | 121,74    | 13      | 4700                                                                  | 370              | Modifica les dades a Wikidata |
|       | municipi de Randers           | Regió de Midtjylland                                         | 97.520 (2016 )  | 748            | 130,37    | 56      | 8900                                                                  | 730              | Modifica les dades a Wikidata |
|       | municipi de Rebild            | Regió de Nordjylland                                         | 29.149 (2016 )  | 628            | 46,42     | 57      | 9530                                                                  | 840              | Modifica les dades a Wikidata |
|       | municipi de Ringkøbing-Skjern | Regió de Midtjylland                                         | 57.139 (2016 )  | 1.485          | 38,48     | 9       | 6950                                                                  | 760              | Modifica les dades a Wikidata |
|       | municipi de Ringsted          | Regió de Selàndia                                            | 34.170 (2016 )  | 295,48         | 115,64    | 57      | 4100                                                                  | 329              | Modifica les dades a Wikidata |
|       | municipi de Roskilde          | Regió de Selàndia Region Østdanmark                          | 86.207 (2016 )  | 212            | 406,64    | 27      | 4000                                                                  | 265              | Modifica les dades a Wikidata |
|       | municipi de Rudersdal         | Regió de Hovedstaden Region Østdanmark                       | 55.739 (2016 )  | 73,3           | 760,42    | 49      |                                                                       | 230              | Modifica les dades a Wikidata |
|       | municipi de Rødovre           | Regió de Hovedstaden                                         | 41.113 (2021 )  | 12,2           | 3.369,92  | 17      | 2610                                                                  | 175              | Modifica les dades a Wikidata |
|       | municipi de Samsø             | Regió de Midtjylland                                         | 3.710 (2016 )   | 114,71         | 32,34     | 1       | 8305                                                                  | 741              | Modifica les dades a Wikidata |
|       | municipi de Silkeborg         | Regió de Midtjylland                                         | 90.719 (2016 )  | 857            | 105,86    | 31      | 8600                                                                  | 740              | Modifica les dades a Wikidata |
|       | municipi de Skanderborg       | Regió de Midtjylland                                         | 59.481 (2016 )  | 462,45         | 128,62    | 96      |                                                                       | 746              | Modifica les dades a Wikidata |
|       | municipi de Skive             | Regió de Midtjylland                                         | 44.739 (2024 )  | 230            | 194,52    | 23      | 7800                                                                  | 779              | Modifica les dades a Wikidata |
|       | municipi de Slagelse          | Regió de Selàndia Region Østdanmark                          | 78.140 (2016 )  | 571            | 136,85    | 29      | 4200                                                                  | 330              | Modifica les dades a Wikidata |
|       | municipi de Solrød            | Comtat de Roskilde Regió de Selàndia Region Østdanmark       | 21.788 (2016 )  | 40             | 544,7     | 17 16   | 2680                                                                  | 269              | Modifica les dades a Wikidata |
|       | municipi de Sorø              | Regió de Selàndia Region Østdanmark                          | 29.543 (2016 )  | 311,05         | 94,98     | 30      |                                                                       | 340              | Modifica les dades a Wikidata |
|       | municipi de Stevns            | Regió de Selàndia Region Østdanmark                          | 22.260 (2016 )  | 247            | 90,12     | 17      | 4660                                                                  | 336              | Modifica les dades a Wikidata |
|       | municipi de Struer            | Regió de Midtjylland                                         | 21.474 (2016 )  | 245,9          | 87,33     | 28      | 7600                                                                  | 671              | Modifica les dades a Wikidata |
|       | municipi de Svendborg         | Dinamarca Meridional                                         | 58.228 (2016 )  | 417            | 139,64    | 42      | 5700                                                                  | 479              | Modifica les dades a Wikidata |
|       | municipi de Syddjurs          | Regió de Midtjylland                                         | 41.889 (2016 )  | 661            | 63,37     | 5       | 8400                                                                  | 706              | Modifica les dades a Wikidata |
|       | municipi de Sønderborg        | Dinamarca Meridional                                         | 74.737 (2016 )  | 499            | 149,77    | 25      | 6400                                                                  | 540              | Modifica les dades a Wikidata |
|       | municipi de Thisted           | Regió de Nordjylland                                         | 43.991 (2016 )  | 1.101          | 39,96     | 37      | 7700                                                                  | 787              | Modifica les dades a Wikidata |
|       | municipi de Tårnby            | Regió de Hovedstaden                                         | 43.027 (2019 )  | 66,1           | 650,94    | 2       | 2770                                                                  | 185              | Modifica les dades a Wikidata |
|       | municipi de Tønder            | Dinamarca Meridional                                         | 38.010 (2015 )  | 185            | 205,46    | 5       | 6270                                                                  | 550              | Modifica les dades a Wikidata |
|       | municipi de Vallensbæk        | Regió de Hovedstaden Region Østdanmark                       | 16.515 (2021 )  | 9,5            | 1.738,42  | 4       | 2665                                                                  | 187              | Modifica les dades a Wikidata |
|       | municipi de Varde             | Dinamarca Meridional                                         | 50.289 (2016 )  | 1.256          | 40,04     | 12      | 6800                                                                  | 573              | Modifica les dades a Wikidata |
|       | municipi de Vejen             | Dinamarca Meridional                                         | 42.869 (2016 )  | 817            | 52,47     | 48      | 6600                                                                  | 575              | Modifica les dades a Wikidata |
|       | municipi de Vejle             | Dinamarca Meridional                                         | 111.743 (2016 ) | 1.066,32       | 104,79    |         | 7100                                                                  | 630              | Modifica les dades a Wikidata |
|       | municipi de Vesthimmerland    | Regió de Nordjylland                                         | 37.296 (2016 )  | 815            | 45,76     | 21      | 9600                                                                  | 820              | Modifica les dades a Wikidata |
|       | municipi de Viborg            | Regió de Midtjylland                                         | 95.776 (2016 )  | 1.474,05       | 64,97     | 37      | 8800                                                                  | 791              | Modifica les dades a Wikidata |
|       | municipi de Vordingborg       | Regió de Selàndia Region Østdanmark                          | 45.806 (2016 )  | 615            | 74,48     | 41      | 4760                                                                  | 390              | Modifica les dades a Wikidata |